# Менцзи (місто)
Менцзи (кит. спр. 蒙自市, піньїнь: Méngzì Shì) — місто-повіт в південнокитайській провінції Юньнань, адміністративний центр Хунхе-Хані-Їської автономної префектури.

## Географія
Менцзи розташовується на півдні Юньнань-Гуйчжоуського плато — висота понад 1000 метрів над рівнем моря нівелює спекотний клімат низьких широт.

### Клімат
Місто знаходиться у зоні, котра характеризується вологим субтропічним кліматом. Найтепліший місяць — травень із середньою температурою 23.9 °C (75 °F). Найхолодніший місяць — січень, із середньою температурою 12.8 °С (55 °F).
| Клімат Менцзи           | Клімат Менцзи | Клімат Менцзи | Клімат Менцзи | Клімат Менцзи | Клімат Менцзи | Клімат Менцзи | Клімат Менцзи | Клімат Менцзи | Клімат Менцзи | Клімат Менцзи | Клімат Менцзи | Клімат Менцзи | Клімат Менцзи |
| Показник                | Січ.          | Лют.          | Бер.          | Квіт.         | Трав.         | Черв.         | Лип.          | Серп.         | Вер.          | Жовт.         | Лист.         | Груд.         | Рік           |
| Абсолютний максимум, °C | 27            | 27            | 32            | 33            | 35            | 36            | 32            | 31            | 32            | 31            | 28            | 27            | 36            |
| Середній максимум, °C   | 18            | 19            | 25            | 28            | 29            | 27            | 27            | 27            | 27            | 23            | 22            | 19            | 25            |
| Середня температура, °C | 12            | 14            | 18            | 22            | 23            | 23            | 23            | 22            | 22            | 19            | 17            | 13            | 19            |
| Середній мінімум, °C    | 7             | 9             | 12            | 16            | 18            | 19            | 20            | 18            | 17            | 15            | 12            | 8             | 14            |
| Абсолютний мінімум, °C  | −2            | 0             | 1             | 8             | 10            | 12            | 16            | 15            | 11            | 5             | 5             | 2             | −2            |
| Норма опадів, мм        | 0             | 20            | 20            | 30            | 130           | 170           | 250           | 230           | 70            | 60            | 50            | 10            | 1110          |
| Днів з дощем            | 0             | 3             | 3             | 5             | 9             | 12            | 17            | 16            | 8             | 7             | 4             | 1             | 90            |
| Вологість повітря, %    | 68            | 69            | 62            | 61            | 64            | 74            | 78            | 79            | 74            | 74            | 71            | 70            | 70            |
| ----------------------- | ------------- | ------------- | ------------- | ------------- | ------------- | ------------- | ------------- | ------------- | ------------- | ------------- | ------------- | ------------- | ------------- |
| Джерело: Weatherbase    |               |               |               |               |               |               |               |               |               |               |               |               |               |